# Palpita anaemicalis
Palpita anaemicalis là một loài bướm đêm trong họ Crambidae.